# Łypyne
Łypyne (ukr. Липине) – wieś na Ukrainie, w obwodzie żytomierskim, w rejonie nowogrodzkim. W 2001 roku liczyła 110 mieszkańców.